# Pratapgarh (distrikt)
Pratapgarh (hindi: प्रतापगढ़ ज़िला, urdu: پرتاپ گڑھ ضلع) er et distrikt i den indiske delstat Uttar Pradesh. Distriktets hovedstad er Pratapgarh.

## Demografi
Ved folketællingen i 2011 var der 3,173,752 indbyggere i distriktet, mod 2,731,174 i 2001. Den urbane befolkningen udgør 5,54 % af befolkningen.
Børn i alderen 0 til 6 år udgjorde 13,47 % i 2011 mod 18,75 % i 2001. Antallet af piger i den alder per tusinde drenge er 936 i 2011.